# Melvin Guillard
Melvin Paul Guillard Jr. (Nova Orleans, 30 de março de 1983) é um lutador de Artes marciais mistas norte-americano. Guillard é um veterano do Ultimate Fighting Championship, também participou do The Ultimate Fighter 2 no peso-meio-médio. Ele foi demitido do UFC em 2014.

## Dopagem
Em 9 de maio de 2007 Melvin foi suspenso por oito meses longe do esporte pela Comissão Atlética de Nevada por detecção de cocaína em seu exame de controle de dopagem no período da luta contra Joe Stevenson.

## Cartel no MMA
| Cartel no MMA   |             |             |
| 58 lutas        | 32 vitórias | 21 derrotas |
| Por nocaute     | 21          | 6           |
| Por finalização | 2           | 9           |
| Por decisão     | 9           | 6           |
| Empates         | 2           | 2           |
| No contest      | 3           | 3           |

| Res.    | Cartel      | Oponente           | Método                                | Evento                                  | Data       | Round | Tempo | Local                   | Notas                                                        |
| ------- | ----------- | ------------------ | ------------------------------------- | --------------------------------------- | ---------- | ----- | ----- | ----------------------- | ------------------------------------------------------------ |
| Derrota | 32–21–2 (3) | Takanori Gomi      | Nocaute (socos)                       | Rizin 11                                | 29/07/2018 | 1     | 2:33  | Saitama                 | Luta no peso casado (74 kg). Guillard não bateu o peso.      |
| Derrota | 32–20–2 (3) | Maurice Jackson    | Nocaute Técnico (socos)               | SCL 65: Destination                     | 10/02/2018 | 2     | 1:50  | Denver, Colorado        |                                                              |
| Derrota | 32–19–2 (3) | Israel Adesanya    | Nocaute Técnico (socos)               | Australian Fighting Championship 20     | 28/07/2017 | 1     | 4:48  | Melbourne               | Pelo Cinturão Peso-Médio Interino do AFC.                    |
| Derrota | 32–18–2 (3) | Muslim Salikhov    | Nocaute (chute de gancho com giro)    | Kunlun Fight MMA 12                     | 01/06/2017 | 1     | 1:33  | Yantai                  | Guillard não bateu o peso.                                   |
| Derrota | 32–17–2 (3) | Chidi Njokuani     | Decisão (unânime)                     | Bellator 171                            | 27/01/2017 | 3     | 5:00  | Mulvane, Kansas         | Luta em um peso casado (179 lb.).                            |
| NC      | 32-16-2 (3) | David Rickels      | Sem Resultado (pego no antidoping)    | Bellator 159                            | 22/07/2016 | 1     | 2:14  | Mulvane, Kansas         | Luta em um peso casado (158 lb.). Guillard não bateu o peso. |
| Derrota | 32-16-2 (2) | Derek Campos       | Nocaute (Socos)                       | Bellator 149                            | 19/02/2016 | 2     | 0:32  | Houston, Texas          | Luta em um peso casado (158 lb.). Guillard não bateu o peso. |
| Derrota | 32-15-2 (2) | Brandon Girtz      | Decisão (dividida)                    | Bellator 141                            | 28/08/2015 | 3     | 5:00  | Temecula, Califórnia    |                                                              |
| Derrota | 32-14-2 (2) | Justin Gaethje     | Decisão (dividida)                    | WSOF 15: Branch vs. Okami               | 15/11/2014 | 3     | 5:00  | Tampa, Flórida          | Luta não válida pelo Título. Guillard não bateu o peso.      |
| Vitória | 32-13-2 (2) | Gesias Cavalcante  | Nocaute Técnico (socos e cotoveladas) | WSOF 11                                 | 05/07/2014 | 2     | 2:36  | Daytona, Flórida        |                                                              |
| Derrota | 31-13-2 (2) | Michael Johnson    | Decisão (unânime)                     | UFC Fight Night: Gustafsson vs. Manuwa  | 08/03/2014 | 3     | 5:00  | Londres                 |                                                              |
| NC      | 31-12-2 (2) | Ross Pearson       | Sem Resultado (joelhadas ilegais)     | UFC Fight Night: Machida vs. Muñoz      | 26/10/2013 | 1     | 1:57  | Manchester              |                                                              |
| Vitória | 31-12-2 (1) | Mac Danzig         | Nocaute (socos)                       | UFC on Fox: Johnson vs. Moraga          | 27/07/2013 | 2     | 2:47  | Seattle, Washington     | Nocaute da Noite.                                            |
| Derrota | 30-12-2 (1) | Jamie Varner       | Decisão (unânime)                     | UFC 155                                 | 15/12/2012 | 3     | 5:00  | Las Vegas, Nevada       |                                                              |
| Derrota | 30–11–2 (1) | Donald Cerrone     | Nocaute (chute na cabeça e soco)      | UFC 150                                 | 11/08/2012 | 1     | 1:16  | Denver, Colorado        | Peso Casado 157.5 lb; Luta da Noite.                         |
| Vitória | 30–10–2 (1) | Fabrício Camões    | Decisão (unânime)                     | UFC 148                                 | 07/07/2012 | 3     | 5:00  | Las Vegas, Nevada       | [ 3 ]                                                        |
| Derrota | 29–10–2 (1) | Jim Miller         | Finalização (mata-leão)               | UFC on FX: Guillard vs. Miller          | 20/01/2012 | 1     | 2:04  | Nashville, Tennessee    |                                                              |
| Derrota | 29–9–2 (1)  | Joe Lauzon         | Finalização (mata leão)               | UFC 136                                 | 08/10/2011 | 1     | 0:47  | Houston, Texas          |                                                              |
| Vitória | 29–8–2 (1)  | Shane Roller       | Nocaute (socos)                       | UFC 132                                 | 02/07/2011 | 1     | 2:12  | Las Vegas, Nevada       |                                                              |
| Vitória | 28–8–2 (1)  | Evan Dunham        | Nocaute Técnico (joelhadas)           | UFC: Fight For The Troops 2             | 22/01/2011 | 1     | 2:58  | Fort Hood, Texas        | Nocaute da Noite                                             |
| Vitória | 27–8–2 (1)  | Jeremy Stephens    | Decisão (dividida)                    | UFC 119                                 | 25/09/2010 | 3     | 5:00  | Indianápolis, Indiana   |                                                              |
| Vitória | 26–8–2 (1)  | Waylon Lowe        | Nocaute (joelhada no corpo)           | UFC 114                                 | 29/05/2010 | 1     | 3:28  | Las Vegas, Nevada       |                                                              |
| Vitória | 25–8–2 (1)  | Ronys Torres       | Decisão (unânime)                     | UFC 109                                 | 06/02/2010 | 3     | 5:00  | Las Vegas, Nevada       |                                                              |
| Derrota | 24–8–2 (1)  | Nate Diaz          | Finalização (guilhotina)              | UFC Fight Night: Diaz vs. Guillard      | 16/09/2009 | 2     | 2:13  | Oklahoma City, Oklahoma |                                                              |
| Vitória | 24–7–2 (1)  | Gleison Tibau      | Decisão (dividida)                    | The Ultimate Fighter 9 Finale           | 20/06/2009 | 3     | 5:00  | Las Vegas, Nevada       |                                                              |
| Vitória | 23–7–2 (1)  | Dennis Siver       | Nocaute (socos)                       | UFC 86                                  | 05/07/2008 | 1     | 0:36  | Las Vegas, Nevada       | Nocaute de Noite                                             |
| Vitória | 22–7–2 (1)  | Eric Regan         | Decisão (unânime)                     | RITC 105: Friday Night Fights           | 07/03/2008 | 3     | 3:00  | Phoenix, Arizona        |                                                              |
| Derrota | 21–7–2 (1)  | Rich Clementi      | Finalização (mata leão)               | UFC 79                                  | 29/12/2007 | 1     | 4:40  | Las Vegas, Nevada       |                                                              |
| Derrota | 21–6–2 (1)  | Joe Stevenson      | Finalização (guilhotina)              | UFC Fight Night: Stevenson vs. Guillard | 05/04/2007 | 1     | 0:27  | Las Vegas, Nevada       | Falhou no teste de droga. Positivo para cocaína.             |
| Vitória | 21–5–2 (1)  | Gabe Ruediger      | Nocaute (soco no corpo)               | UFC 63                                  | 23/09/2006 | 2     | 1:01  | Anaheim, Califórnia     |                                                              |
| Vitória | 20–5–2 (1)  | Rick Davis         | Nocaute (soco)                        | UFC 60                                  | 27/05/2006 | 1     | 1:37  | Los Angeles, Califórnia |                                                              |
| Derrota | 19–5–2 (1)  | Josh Neer          | Finalização (triangulo)               | Ultimate Fight Night 3                  | 16/01/2006 | 1     | 4:20  | Las Vegas, Nevada       |                                                              |
| Vitória | 19–4–2 (1)  | Marcus Davis       | Nocaute Técnico (corte)               | The Ultimate Fighter 2 Finale           | 05/11/2005 | 2     | 2:55  | Las Vegas, Nevada       |                                                              |
| NC      | 18–4–2 (1)  | Roger Huerta       | Sem Resultado                         | Freestyle Fighting Championships 14     | 05/03/2005 | 3     | 5:00  | Biloxi, Mississippi     |                                                              |
| Vitória | 18–4–2      | Peter Kaljevic     | Nocaute Técnico (cotoveladas)         | Freestyle Fighting Championships 14     | 05/03/2005 | 1     | 2:24  | Biloxi, Mississippi     |                                                              |
| Vitória | 17–4–2      | Darrell Smith      | Nocaute Técnico (socos)               | Freestyle Fighting Championships 14     | 05/03/2005 | 1     | 3:07  | Biloxi, Mississippi     |                                                              |
| Vitória | 16–4–2      | Rob Emerson        | Decisão (dividida)                    | RCF: Cold Hearted                       | 19/02/2005 | 3     | 5:00  | Biloxi, Mississippi     |                                                              |
| Derrota | 15–4–2      | Santino Defranco   | Finalização (triangulo)               | ISCF: Domination at the DAC             | 20/11/2004 | 1     | 2:33  | Atlanta, Geórgia        |                                                              |
| Vitória | 15–3–2      | Jason Hathaway     | Nocaute Técnico (socos)               | ISCF: Compound Fracture                 | 15/10/2004 | 1     | 0:37  | Atlanta, Geórgia        |                                                              |
| Empate  | 14–3–2      | LaVerne Clark      | Empate                                | RCF: Duel in the Delta                  | 25/09/2004 | 3     | 5:00  | Tunica, Mississippi     |                                                              |
| Vitória | 14–3–1      | Angel Nievens      | Decisão (unânime)                     | FFC 11: Explosion                       | 10/09/2004 | 3     | 5:00  | Biloxi, Mississippi     |                                                              |
| Derrota | 13–3–1      | Ryan Stout         | Finalização (chave de braço)          | Battle of New Orleans 14                | 10/07/2004 | 1     | 2:55  | Nova Orleans, Luisiana  |                                                              |
| Empate  | 13–2–1      | Lee King           | Empate                                | Battle of New Orleans 13                | 25/06/2004 | 3     | 5:00  | Nova Orleans, Luisiana  |                                                              |
| Vitória | 13–2        | Rich Miller        | Nocaute Técnico (socos)               | Extreme Challenge 58                    | 11/06/2004 | 2     | 2:07  | Medina, Minnesota       |                                                              |
| Vitória | 12–2        | Kyle Bradley       | Nocaute Técnico (socos)               | Freestyle Fighting Championships 9      | 14/05/2004 | 1     | 4:20  | Biloxi, Mississippi     |                                                              |
| Derrota | 11–2        | Jake Short         | Decisão (unânime)                     | Freestyle Fighting Championships 8      | 05/03/2004 | 3     | 5:00  | Biloxi, Mississippi     |                                                              |
| Derrota | 11–1        | Carlo Prater       | Finalização (guilhotina)              | Freestyle Fighting Championships 7      | 19/12/2003 | 1     | 2:32  | Biloxi, Mississippi     |                                                              |
| Vitória | 11–0        | Justin Wieman      | Nocaute Técnico (socos)               | ISCF: Anarchy in August                 | 02/08/2003 | 2     | N/A   | Atlanta, Geórgia        |                                                              |
| Vitória | 10–0        | Kyle Bradley       | Finalização (armlock)                 | FFC 6: No Love                          | 11/07/2003 | 1     | 2:54  | Biloxi, Mississippi     |                                                              |
| Vitória | 9–0         | Paul Purcell       | Nocaute Técnico (socos)               | Art of War 2                            | 21/06/2003 | 1     | N/A   | Kalispell, Montana      |                                                              |
| Vitória | 8–0         | Diego Saraiva      | Nocaute (socos)                       | ISCF: May Madness                       | 23/06/2003 | 1     | N/A   | Atlanta, Geórgia        |                                                              |
| Vitória | 7–0         | Alex Kronofsky     | Nocaute (soco)                        | Battle of New Orleans 6                 | 26/04/2003 | 1     | 1:32  | Nova Orleans, Luisiana  |                                                              |
| Vitória | 6–0         | Aaron Williams     | Nocaute Técnico (socos)               | Freestyle Fighting Championships 5      | 25/04/2003 | 1     | 1:43  | Biloxi, Mississippi     |                                                              |
| Vitória | 5–0         | Victor Estrada     | Finalização (chave de braço)          | Battle of New Orleans 5                 | 22/03/2003 | 1     | 2:04  | Nova Orleans, Luisiana  |                                                              |
| Vitória | 4–0         | Rod Ramirez        | Nocaute Técnico (socos)               | Battle of New Orleans 4                 | 15/02/2003 | 2     | 0:32  | Nova Orleans, Luisiana  |                                                              |
| Vitória | 3–0         | Joe Jordan         | Decisão (unânime)                     | Battle of New Orleans 3                 | 18/01/2003 | 2     | 5:00  | Nova Orleans, Luisiana  |                                                              |
| Vitória | 2–0         | Jonathon Hargroder | Nocaute (soco)                        | Battle of New Orleans 2                 | 21/12/2002 | 1     | 0:31  | Nova Orleans, Luisiana  |                                                              |
| Vitória | 1–0         | Calvin Martin      | Decisão (unânime)                     | Battle of New Orleans 1                 | 16/11/2002 | 2     | 5:00  | Nova Orleans, Luisiana  |                                                              |